# بيراليس دي تاجونيا
بيراليس دي تاجونيا (بالإنجليزية: Perales de Tajuña)‏ هي بلدية ومدينة في منطقة الحكم الذاتي وتقع في منطقة مدريد في وسط إسبانيا. تبلغ مساحة هذه المدينة   (كم²)، ويبلغ عدد سكانها   نسمة حسب إحصاء سنة   م.